# Margarete Michaelson

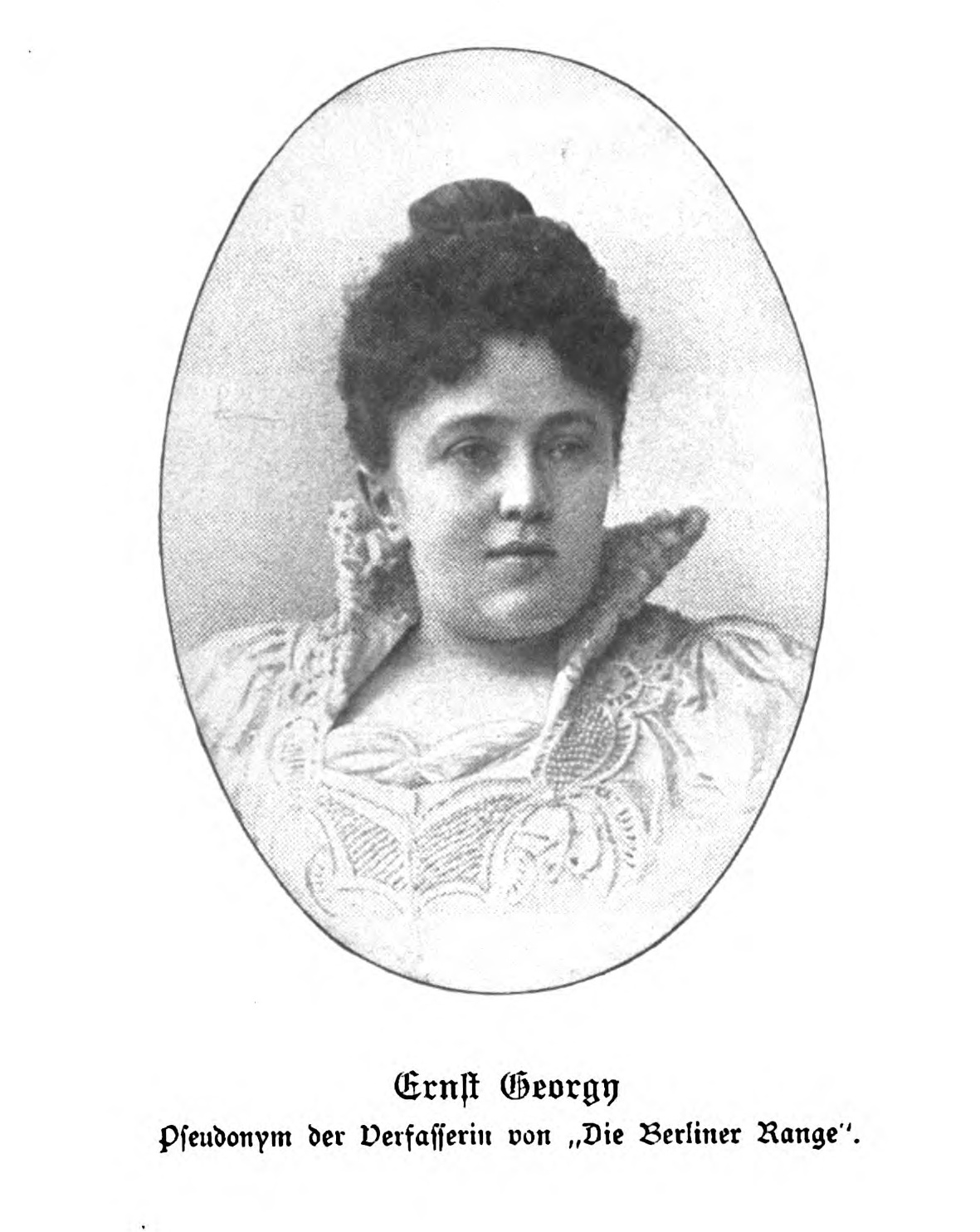
Porträt der Autorin der Berliner Range - Margarete Michaelson (Pseudonym Ernst Georgy), erschienen in dem abschließenden Band 12 der Berliner Range (1902)

Margarete Michaelson (Pseudonym Ernst Georgy, * 24. Mai 1872 in Berlin; † 10. Dezember 1924 ebenda) war eine deutsche Schriftstellerin.

## Leben
Margarete Michaelson wuchs in einem jüdischen Elternhaus des Berliner Bildungsbürgertums auf. Ihr Vater war der aus Königsberg stammende Berliner Makler Leopold Michaelson (1826–1893), ihre Mutter die in Polnisch Wartenberg geborene Marie Altmann (1838–1916). Im Jahr 1891 absolvierte Margarete Michaelson das Berliner Lehrerinnenseminar. 1892 folgte ein sprachwissenschaftliches Examen und ein Handarbeitsexamen.
Sie unternahm Reisen durch Russland, Frankreich und Italien und publizierte unter verschiedenen Pseudonymen kleine Novellen und Übersetzungen in Zeitschriften. Ihr erster Roman Aus Leidenschaft erschien 1896 unter dem Pseudonym Ernst Georgy, das sie beibehielt. Sie war in den 1920er Jahren eine der bekanntesten Roman- und Drehbuchautorinnen. Ihr zwölfbändiger Roman Aus den Memoiren einer Berliner Range wurde viel beachtet.
Ihre älteren Schwestern waren die Kunstschriftstellerin Anna Michaelson (1860/61–1926), die unter dem Pseudonym Jarno Jessen schrieb, und die Universitätsdozentin Hedwig Michaelson (1864/65–1931). Die drei ledigen Schwestern lebten gemeinsam in der elterlichen Wohnung in der Steglitzer Straße 51 (heute Pohlstraße in Berlin-Tiergarten).

## Werke
- Aus Leidenschaft. Roman. Berlin 1896.
- Dämon Liebe. Roman aus der Bühnenwelt. 1897
- Unmöglich geworden… Novelle 1897
- Die Erlöserin. Erzählung. 1898
- Aus den Memoiren einer Berliner Range. Stuttgart 1899.
- Die Berliner Range. 12 Bände, 1900–1902 (Humoristisch-Satirische Bibliothek)
  - Band 1: Neue Bekenntnisse. 1900 Nur-Text-Edition im Projekt Gutenberg
  - Band 2: Über die Berliner Dienstboten. 1900 Digitalisat im Hathitrust = Digitalisat in Google Books, Nur-Text-Edition im Projekt Gutenberg
  - Band 3: Paris und die Weltausstellung. 1900 Digitalisat im Hathitrust = Digitalisat in Google Books, Nur-Text-Edition im Projekt Gutenberg
  - Band 4: Lotte Bach’s Brausejahre. 1900 Digitalisat im Hathitrust = Digitalisat in Google Books, Nur-Text-Edition im Projekt Gutenberg
  - Band 5: Lotte Bach als Braut Nur-Text-Edition im Projekt Gutenberg
  - Band 6: Berlin, wie es ißt und trinkt. 1901 Nur-Text-Edition im Projekt Gutenberg
  - Band 7: Prosit Brautpaar! 1901 Nur-Text-Edition im Projekt Gutenberg
  - Band 8: Berlin, wie es lebt und liebt. 1901 Nur-Text-Edition im Projekt Gutenberg
  - Band 9: Hochzeitsvorbereitungen. 1901 Nur-Text-Edition im Projekt Gutenberg
  - Band 10: Lotte Bach’s Hochzeitsreise. 1901 Digitalisat im Hathitrust = Digitalisat in Google Books, Nur-Text-Edition im Projekt Gutenberg
  - Band 11: Frau Lotte in Rußland. 1902 Digitalisat im Hathitrust = Digitalisat in Google Books, Nur-Text-Edition im Projekt Gutenberg
  - Band 12: Lotte als Mutter. 1902 Digitalisat im Hathitrust = Digitalisat in Google Books, Nur-Text-Edition im Projekt Gutenberg
- Schwiegermama. 1900.
- Diesseits und jenseits der Liebe. Moderne Geschichten über die Liebe. 1901
- Die Erlöserin. Berlin, 1902.
- Fräulein Mutter. Tendenz - Roman. 1902
- Eva uns Anneliese. Roman 1903
- Anonyme Briefe. Roman 1904
- Groß - Berlin. Ernstes und Heiteres aus einem Berliner Miethaus. 2 Bände. 1904
- Juttas Schicksale. Roman 1904
- Jenseits der Ehe. Roman 1904
- Die Favoriten. Roman 1906
- Das Recht der Eltern. 1918.
- Ein Fürstenkind. 1918.
- Aus Leidenschaft. 1919.
- Anonyme Briefe. 1919.
- Auf der Lebensleiter. 1920.
- Der Konfektionsbaron. Ein Zeitbild. 1923.
- Das Tor ist auf. 1922.
- Die demoisellen Landmann. Leipzig 1925.